# Leimbachsmühle
Leimbachsmühle ist ein Gemeindeteil der Gemeinde Buch am Wald im Landkreis Ansbach (Mittelfranken, Bayern). Leimbachsmühle liegt in der Gemarkung Hagenau.

## Geografie
Die ehemalige Wassermühle liegt am Froschbächlein (im Unterlauf auch Leimbach genannt), der mit dem Traisdorfer Bach zum Hagenbach zusammenfließt. Nördlich des Ortes befindet sich der Bucher Wald. Ein Anliegerweg führt zur Staatsstraße 2249 (0,3 km südlich), die nach Schönbronn (2,5 km westlich) bzw. nach Hagenau verläuft (0,9 km östlich).

## Geschichte
Im 16-Punkte-Bericht des brandenburg-ansbachischen Oberamts Colmberg aus dem Jahr 1608 wurde für „Laymühle“ eine Mannschaft verzeichnet, die die Kommende Rothenburg des Deutschen Ordens als Grundherrn hatte. Das Hochgericht übte das Vogtamt Colmberg aus. Im 16-Punkte-Bericht des Oberamts Colmberg aus dem Jahr 1681 wurde für „Leinmühle“ die Reichsstadt Rothenburg als Grundherr angegeben.
Auch gegen Ende des 18. Jahrhunderts gab es in Leimbachsmühle nur ein Anwesen. Das Hochgericht übte weiterhin das Vogtamt Colmberg aus. Das Anwesen hatte die Reichsstadt Rothenburg als Grundherrn. Von 1797 bis 1808 unterstand der Ort dem Justizamt Leutershausen und Kammeramt Colmberg.
Im Geographischen statistisch-topographischen Lexikon von Franken (1801) wird der Ort folgendermaßen beschrieben: „Leinbachsmühl, von dem Bach Leinbach also benannt, eine Viertelstunde von Gastenfelden, wohin es eingepfarrt ist. Die Fraisch ist Brandenburgisch, die Vogtey Rothenburgisch. Am Zehnt gehören 2 Drittel Brandenburg, 1 Drittel Hohenlohe Schillingsfürst. Die Mühle, welche nach Rothenburg gehört, leistet 4 Dienste und stellt 1 Wagen.“
Im Rahmen des Gemeindeedikts wurde Leimbachsmühle dem 1808 gebildeten Steuerdistrikt Buch am Wald und der 1810 gegründeten Ruralgemeinde Buch am Wald zugeordnet. Mit dem Zweiten Gemeindeedikt (1818) wurde Leimbachsmühle in die neu gebildete Ruralgemeinde Hagenau umgemeindet. Am 1. Januar 1974 wurde diese im Zuge der Gebietsreform in Bayern nach Buch am Wald eingemeindet.

### Baudenkmal
- Ehemalige Mühle, zweigeschossiger, massiver Mansarddachbau, 18. Jahrhundert; Scheunenbau mit Fachwerkgiebel, gleichzeitig.[12]

### Einwohnerentwicklung
| Jahr      | 001818 | 001840 | 001861 | 001871 | 001885 | 001900 | 001925 | 001950 | 001961 | 001970 | 001987 | 002015 |
| Einwohner | 10     | 7      | 8      | 10     | 11     | 9      | 8      | 10     | 8      | 7      | 3      | 4      |
| Häuser    | 1      | 1      |        |        | 1      | 1      | 1      | 1      | 1      |        | 1      |        |
| Quelle    | [ 14 ] | [ 15 ] | [ 16 ] | [ 17 ] | [ 18 ] | [ 19 ] | [ 20 ] | [ 21 ] | [ 22 ] | [ 23 ] | [ 24 ] |        |

## Religion
Der Ort ist seit der Reformation evangelisch-lutherisch geprägt und bis heute nach St. Maria Magdalena (Gastenfelden) gepfarrt. Die Einwohner römisch-katholischer Konfession sind nach Kreuzerhöhung (Schillingsfürst) gepfarrt.